# 78P/Gehrels
78P/Gehrels (też Gehrels 2) – kometa krótkookresowa, należąca do rodziny komet Jowisza.

## Odkrycie
Kometa została odkryta 29 września 1973 roku przez Toma Gehrelsa w Obserwatorium Palomar (Kalifornia). W nazwie znajduje się zatem nazwisko odkrywcy.

## Orbita komety
Orbita komety 90P/Gehrels ma kształt elipsy o mimośrodzie 0,46. Jej peryhelium znajduje się w odległości 2,01 j.a., aphelium zaś 5,46 j.a. od Słońca. Jej okres obiegu wokół Słońca wynosi 7,22 roku, nachylenie do ekliptyki to wartość 6,25˚.